# Після (телесеріал)
Після (англ. The After) — пілот американської науково-фантастичної драми, створений Крісом Картером для Amazon Studios. Як і Детектив Бош, прем’єрний епізод був одним із двох пілотних драм, випущених Amazon у лютому 2014 року. Глядачам було дозволено висловити свою думку про пілотний проєкт до того, як студія вирішить, замовляти серіал чи ні.
Пілотний проєкт замовили в серпні 2013 року, а з 6 лютого 2014 року надано вільний доступ . 12 березня Amazon замовив серіал Після. Перший сезон мав складатися з восьми епізодів, випущених чотирма двогодинними частинами. 5 січня 2015 року Amazon скасував шоу, знявши лише пілотний епізод.

## Сюжет
Попри те, що елементи сюжету здебільшого трималися в таємниці, Amazon описав серіал як постапокаліптичну драму, у центрі якої — вісім незнайомців, які повинні працювати разом, щоб вижити в жорстокому, непередбачуваному новому світі .

## Акторський склад
- Елдіс Годж — Ді [10]
- Ендрю Говард — Мак-Кормак [11]
- Арієль Кеббел — Теммі [11]
- Джеймі Кеннеді — Дейв [10]
- Шерон Лоуренс — Френсіс [11]
- Сем Літтлфілд — Темна тінь [12]
- Луїза Моно[en] — Ґіґі [12]
- Джайна Лі Ортіс[en] — Марлі Муньос [11]
- Едріан Пасдар — Вейд [10]

## Виробництво
Після вперше анонсували у серпні 2013 року, Кріс Картер вперше повернувся на телебачення за 11 років після закінчення «Цілком таємно». Спочатку пілотний проєкт був доступний на Amazon 6 лютого 2014 року, і глядачі мали змогу оцінити кінцевий продукт і залишити відгуки, перш ніж студія прийняла остаточне рішення щодо вибору серіалу. Згодом Після отримав замовлення на вісім епізодів для першого сезону, прем’єра якого мала відбутися в лютому 2015 року.
Картер заявив, що він сподівається, що серіал складатиметься з 99 епізодів, і що він використав епічну поему Данте Аліг'єрі «Божественна комедія» (яка містить рівно 99 пісень) як модель для шоу. У січні 2015 року Amazon Studios скасувала замовлення серіалу.
Після раптового скасування серіалу Картер сказав: «На мою думку, нам знадобилося би 11 років, щоб зробити 99 епізодів. Але я хотів зробити «Пекло» або, як би я мав сказати, всього «Данте». Це був мій підхід: Я думаю, що це було важко продати.» Він також згадав творчі розбіжності з керівниками Amazon, сказавши: «У «Після» я хотів зробити Данте, я хотів зробити «Пекло», і це не жанровий твір, тому людей лякає те, що вони Якщо це щось нове або оригінальне, то всі хочуть це скопіювати. І я можу це зрозуміти це.» 
Під час рекламної акції відродження «Цілком таємно» Картер сказав: «Я думаю, що були просто розбіжності в думках щодо напрямку серіалу. Це було важко продати з самого початку. Це було вісім персонажів у пеклі, і я справді не писав Біблію для серіалу, бо хотів дізнатися, про що це. Це було важко продати, і це була б інвестиція для них, якби вони збиралися зробити вісім епізодів, у розмірі 40 мільйонів доларів. Я можу зрозуміти їхнє небажання, і я все ще думаю, що у мене було вісім чудових епізодів.» 
Рой Прайс, керівник Amazon, також сказав подібне про шоу: «Не все виходить. Справа була не в грошах. Це була складна концепція, і її важко розгадати. Хтозна, можливо, колись вона ще вспливе?» 